# Виджит спешит на помощь
Виджит спешит на помощь — научно-образовательный приключенческий телевизионный мультсериал. Премьера в США на телевидении состоялась в 29 сентября 1990 года. Первый сезон транслировался по выходным, а в 1991 году второй сезон транслировался по будням. Позже мультсериал приобрёл широко-распространённую телевизионную трансляцию в Австралии, Новой Зеландии, в основном на английском языке и дублировался на разных языках в странах Европы и в Южной Америке в основном — на испанском языке, в Бразилии — на португальском, в России — на русском.
События приключенческого мультсериала «Виджит спешит на помощь» разворачиваются на небольшой планете, где обитают разумные существа. Они называют себя Наблюдателями. Их главная цель — следить за безопасным существованием живых существ во всей вселенной. Они наблюдают, контролируют и устраняют надвигающиеся опасности в виде загрязнений окружающей среды, войн и прочих малоприятных ситуаций.
Вскоре старейшины осознают, что Земля находится в опасности из-за экологической переменчивости и неустойчивости. Они решают отправить в нестабильное место персонажа по имени Виджит и его напарника Мегамозга, чтобы те остановили данный беспредел. На Земле им придут на помощь парочка землян Брайан и Кевин, которые любят природу и хотят спасти ее.
На месте главных героев ждет ответственная миссия, осилить которую окажется сложно и непросто. Однако смельчаки не унывают и собираются приложить все усилия, чтобы уберечь эту живописную территорию от разрушения. К несчастью, этому прекрасному месту грозит опасность сразу с двух сторон в лице равнодушного человечества и коварных инопланетян. Но Виджит и его товарищи готовы пойти на риск ради всеобщего благополучия.

## Персонажи
- Виджит — главный герой — инопланетянин с планеты наблюдателей и может справиться с любыми неприятностями.
- Мегамозг — помощник Виджита, напоминающий розовую голову.
- Полупинта — озорной, чрезмерно любопытный, гиперактивный кузен Втулки, небесно-голубой инопланетянин.
- Кевин — старший брат Брайана и друг Втулки.
- Брайан — друг Втулки.
- Кристина — старшая сестра Брайана и Кевина.
- Рэтчет — злой близнец Втулки, который живет в альтернативном измерении. В то время как Втулка пытается спасти мир, Рэтчет пытается его загрязнить.
- Доктор Данте - злодей, ученый-обманщик

| Персонаж     | Озвучивает    |
| ------------ | ------------- |
| Виджет       | Расси Тейлор  |
| Мегамозг     | Джим Каммингс |
| Полупинта    | Кри Саммер    |
| Кевин        | Дэйна Хилл    |
| Брайан       | Кэт Суси      |
| Кристина     | Кэт Суси      |
| Рэтчет       | Тресс МакНил  |
| Доктор Данте | Джим Каммингс |